# NApOc Iguatemi (G-151)
O NApOc Iguatemi (G-151) é um navio de apoio oceânico da classe Mearim, pertencente à Marinha do Brasil. A embarcação é a segunda integrante classe e a segunda belonave a ser nomeada desta forma na frota. O Iguatemi, junto com seus companheiros de classe, foi comissionado a 9 de julho de 2018, sendo entregue subsequentemente ao 5° Distrito Naval.